# Budapeststubbe - Vol. 3
Budapeststubbe är radioprogrammet Hassans tredje album i ordningen och är från 1994. 

## Låtlista
1. "Elchock" 
  - Kristian Luuk
2. "Gravskändaren"
  - Fredrik Lindström
3. "Der Spiegel" 
  - Kristian Luuk & Fredrik Lindström
4. "Puss puss" 
  - Pontus Djanaieff
5. "Bilder från Cypern" 
  - Fredrik Lindström & Erik Haag
6. "Apoteket Eken" 
  - Kristian Luuk
7. "Bilskolan" 
  - Fredrik Lindström
8. "Frodenkvist, »Malaria«"
  - Pontus Djanaieff
9. "Våga böga" 
  - Fredrik Lindström
10. "Ett sällskap från Mumindalen" 
  - Kristian Luuk
11. "Honken" 
  - Henrik Schyffert
12. "Kubakrisen" 
  - Kristian Luuk & Fredrik Lindström
13. "Ett Västeråsnummer" 
  - Erik Haag
14. "10.000 tyska bögar" 
  - Fredrik Lindström
15. "Prao-eleven" 
  - Fredrik Lindström & Kristian Luuk
16. "Vov" 
  - Kristian Luuk
17. "Narkotikatipset" 
  - Fredrik Lindström
18. "Mårten Rask, »Könsord«" 
  - Fredrik Lindström & Kristian Luuk
19. "Bamsegrill" 
  - Kristian Luuk
20. "Min rotweiler Glenn" 
  - Fredrik Lindström
21. "Malmötjejerna live" 
  - Pontus Djanaieff
22. "Mina lilla kissekatt" 
  - Kristian Luuk & Erik Haag
23. "JC, Malin" 
  - Fredrik Lindström, Kristian Luuk, Pontus Djanaieff & Erik Haag
24. "Byta stammar" 
  - Kristian Luuk
25. "Budapeststubbe" 
  - Fredrik Lindström
26. "Besök i Stockholm" 
  - Kristian Luuk
27. "Komplett Marbodalkök" 
  - Fredrik Lindström

## Medverkande
- Fredrik Lindström
- Kristian Luuk
- Erik Haag
- Pontus Djanaieff
- Henrik Schyffert

## Listplaceringar
| Lista (1994-1995) | Topplacering |
| ----------------- | ------------ |
| Sverige           | 6            |